# 乌林镇
乌林镇，是中华人民共和国湖北省荆州市洪湖市下辖的一个乡镇级行政单位。
烏林鎮南瀕長江，與赤壁市隔江相望，西接新堤街道，與洪湖市市區相連。全鎮國土面積104.4平方公里，耕地面積48,616畝。鎮轄29個行政村，總人口5萬多人。2008年國內生產總值27000萬元，同比增長16.5%；實現固定資產投資9888萬元，同比增長101%；實現招商引資3759.14萬元，同比增長55%；農民人均純收入達4600元，同比增長7%。烏林是著名的三國古戰場，亦是漢王陳友諒的故里，境內遺址眾多，景點遍布。烏林以其燦爛的歷史文化、獨特的自然景觀、優越的地理資源、豐饒的地方特產、便利的交通條件而蜚聲海外，是一處座落在三國旅遊線、三峽旅遊線上的新興的旅遊景區。

## 行政区划
乌林镇下辖以下地区：
石码头社区、黄蓬社区、茅埠村、石码头村、周坊村、铁桥村、李桥村、廖墩村、白玉村、夹堤村、四屋门村、王洲村、叶洲村、中沙角村、小沙角村、横堤角村、胡洲村、范洲村、水府村、桥口村、香山村、乌林村、江咀村、梅潭村、松林村、黄蓬山村、赤林村、青山村、牛埠头村、莒头村、吴王庙村、胡范社区和黄牛湖渔场村。